# لين هاريل
لين هاريل (بالإنجليزية: Lynn Harrell)‏ (و. 1944  م) هو موسيقي، وعازف كمان جهير، ومعلم موسيقى، وأستاذ جامعي أمريكي، ولد في نيويورك، يستخدم آلات كمان جهير.

## التعليم
تعلم في مدرسة جوليارد، ومؤسسة كيرتس للموسيقى ‏.

## روابط خارجية
- لين هاريل على موقع IMDb (الإنجليزية)
- لين هاريل على موقع ميوزك برينز (الإنجليزية)
- لين هاريل على موقع أول ميوزيك (الإنجليزية)
- لين هاريل على موقع ديسكوغز (الإنجليزية)